# Juan Enrique Hayes
John Henry Hayes (em castelhano:  Juan Enrique Hayes, 20 de janeiro de 1891 - 25 de julho de 1976), foi um futebolista argentino que jogou toda a sua carreira no Rosario Central (onde passou 20 anos). Hayes também jogou pela seleção argentina.
Apelidado de Harry, Maestro e Inglês, Hayes, com 221 gols oficiais (incluindo as competições da AFA e a Liga Rosarina) é o maior artilheiro de todos os tempos da história do Rosario Central. Além disso, Hayes é o jogador com mais títulos oficiais conquistados (20 ao todo: 5 campeonatos da AFA e 15 títulos nas ligas regionais de Rosario). Seu irmão Ennis foi outro jogador notável do Rosario Central nas décadas de 1910 e 1920.

Harry Hayes era filho de imigrantes ingleses que viajaram para a Argentina em um navio carvoeiro. Ele nasceu no bairro de Arroyito, em Rosario, em 1891. Quando criança, assistia aos jogos do Rosario Central e sonhava em ser jogador de futebol.

Eu tinha um chute forte naqueles tempos, o que pode ser verificado ao se olhar para as janelas das casas vizinhas... Nunca joguei partidas oficiais até o dia em que fui chamado porque um jogador da terceira equipe não apareceu para o jogo. Assim, estreei como centroavante. Não se joguei bem ou não, mas o fato é que marquei três gols e, assim, três meses depois fui promovido para a segunda equipe e, no dia seguinte, não só estreei na primeira equipe, como também levei minha namorada para os jogos...

Hayes em entrevista para a revista editada para o 50º aniversário do Rosario Central, em 1949.
Em 1906 disputou uma partida pelo Club Argentino contra o Newell's Old Boys, em benefício do Rosario Central. Em 1905, se transferiu para o Rosario Central com apenas 14 anos.  Em 1907, estreou na equipe principal, onde permaneceu até a aposentadoria em 1926. De 1907 a 1917, Hayes foi convocado 40 vezes para a seleção argentina e outras seleções provinciais. 
(À esquerda): Hayes com a seleção argentina; (à direita): Hayes com o filho Harry em 1940
Hayes foi reconhecido por ser um artilheiro extraordinário, com um chute forte, além de sua capacidade de driblar e a precisão dos passes curtos. 
Em 1910, Hayes fez sua estreia pela seleção argentina no Campeonato Sul-Americano não oficial de 1910 (denominado Copa Centenário da Revolução de Maio,  realizado como parte das comemorações do Centenário da Argentina),  no qual estreou marcando contra o Chile.  Hayes (o segundo jogador da história do Rosario Central a ser convocado para a Argentina, depois de Zenón Díaz)  chegou a fazer 21 jogos pela sua seleção, marcando oito gols. Também fez parte da seleção argentina no Campeonato Sul-Americano de 1916,[carece de fontes?] a primeira competição oficial entre seleções nacionais de futebol no continente. 
Após se aposentar do futebol, Hayes trabalhou como assessor do Rosario Central, sendo também técnico na Liga Rosarina de Futebol. 
O irmão de Hayes, Ennis, também foi um jogador de futebol notável do Rosario Central e da seleção argentina, e seu filho Enrique Ricardo (também chamado de "Harry") jogou pelo Rosario Central nas décadas de 1930 e 1940.

## Títulos

### Nacionais

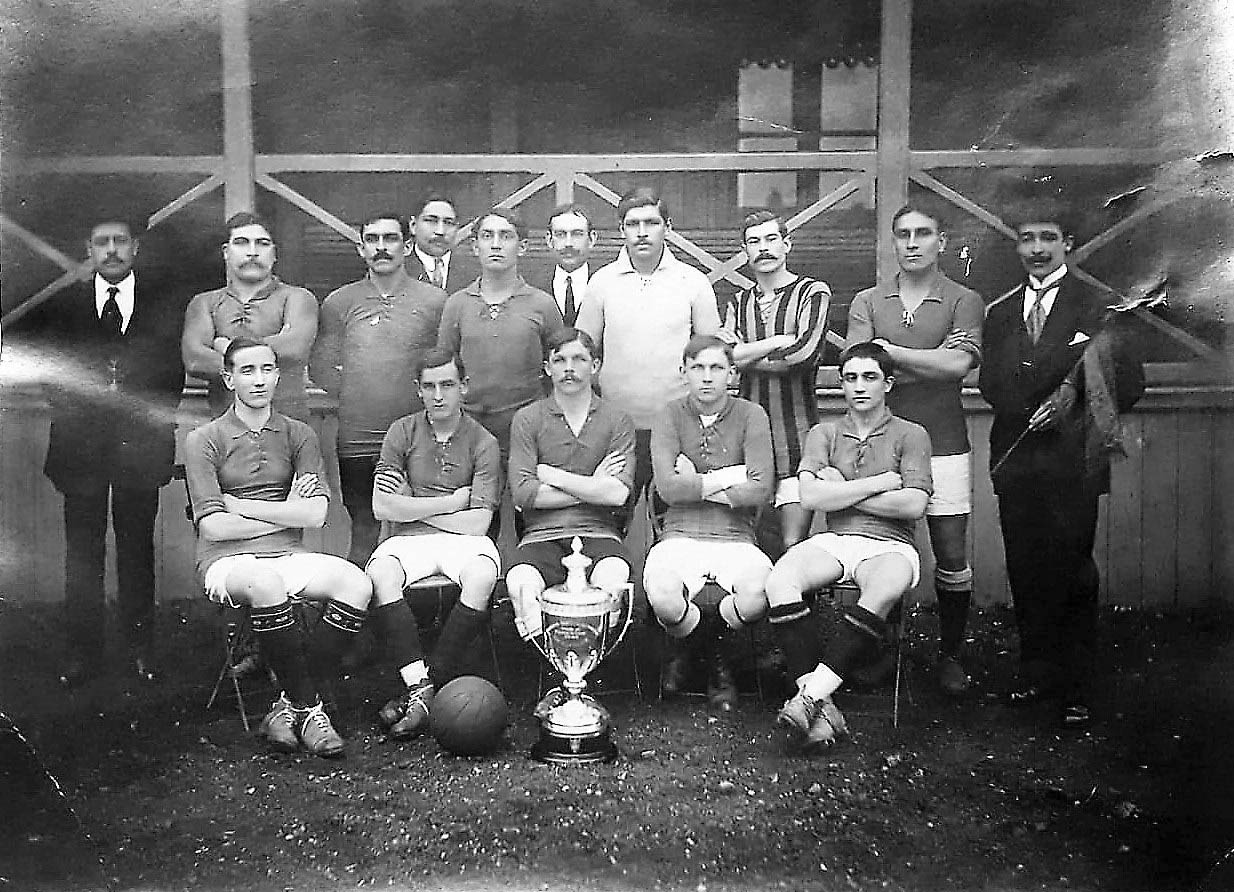
Hayes (sentado, terceiro a partir da esquerda) com a equipe do Rosario Central, posando com o troféu da Copa de Competencia La Nación em 1913

- Copa de Competência La Nación (1): 1913
- Copa Ibarguren (1): 1915
- Copa Honor MCBA (1): 1916
- Copa de Competencia Jockey Club (1): 1916
- Copa Competencia (AAmF) (1): 1920

### Regionais
- Copa Nicasio Vila (7): 1908, 1914, 1915, 1916, 1917, 1919, 1923
- Copa Damas de Caridade (4): 1910, 1914, 1915, 1916
- Federación Rosarina de Football [10] (1): 1913
- Associação de Amadores Rosarina de Futebol (2): 1920, 1921
- Copa Estímulo (1): 1922

### Seleção argentina
- Copa Centenário da Revolução de Maio (1): 1910
- Copa Newton (1): 1911
- Copa Premier Honor Argentino (2): 1911, 1913
- Copa Premier Honor Uruguaio (1): 1915
- Copa Lipton (2): 1915, 1916
- Copa Círculo de la Prensa (1): 1916